# Document Records
Document Records ist ein unabhängiges britisches Musiklabel, das Johnny Parth 1985 in Österreich gründete. Das Label spezialisiert sich auf Veröffentlichungen von restaurierten Blues-, Bluegrass-, Gospel-, Spiritual- und Jazz-Aufnahmen aus dem Zeitraum von 1890 bis in die Mitte des 20. Jahrhunderts. Seit dem Jahr 2000 wird es von dem schottischen Ehepaar Gary und Gillian Atkinson von Bladnoch aus betrieben.
Document Records ist nicht zu verwechseln mit Documents, ein deutsches Sublabel der Membran Entertainment Group GmbH, das teilweise ebenfalls historische Aufnahmen veröffentlicht.

## Geschichte
Bereits seit den 1970er-Jahren machten es sich verschiedene Musiklabel zur Aufgabe, alte Plattenaufnahmen, wie z. B. mit Country Blues, wieder zu veröffentlichen. Zu den Produzenten dieser Projekte zählte auch der Österreicher Johnny Parth (1930–2025). Bereits in seiner Zeit als DJ und Präsident des Hot Club de Vienne gab er vereinzelt Langspielplatten über Jazz-Musiker der 1920er-Jahre für Mitglieder des Clubs heraus. Mit seinem 1967 gegründeten Label Roots veröffentlichte er rund sechzig Langspielplatten, bis er 1973 aufgrund von Kostengründen den Betrieb einstellte. Durch Projekte von Labeln wie Wolf, RST oder Matchbox konnte er sich bald eine große Plattensammlung zusammenstellen, woraufhin er 1985 Document Records gründete.
Zunächst wurden von Parth Aufnahmen der jeweiligen Künstler in chronologischer Reihenfolge ihres Erscheinens auf Langspielplatten veröffentlicht, ab 1990 auf CD und später auch als Download. Ziel von Document Records war es zunächst, alle Aufnahmen der amerikanischen Blues- und Gospelmusik von 1890 bis 1943 zu veröffentlichen. Hierbei orientierte sich das Unternehmen an dem Musikguide Blues and Gospel Records 1890-1943 von Robert M. W. Dixon, John Godrich und Howard W. Rye. Ein wichtiger Handelspartner von Document Records nach der Umstellung auf die CD-Produktion war das Label Arhoolie in San Francisco, das jeweils immer 250 neuerschienene CDs kaufte. In der Anfangszeit erschienen rund 100 CDs pro Jahr. Für die vollständige, chronologische Veröffentlichung der Aufnahmen eines jeweiligen Künstlers bzw. Musikgruppen werden seither immer wieder Sammler für Leihgaben ihrer Platten wie auch Fotos in Betracht gezogen.
Involviert war auch das Ehepaar Gary und Gillian Atkinson, die sich für viele Liner Notes für die CD-Booklets verantwortlich zeigten. So schrieb Gary Atkinson beispielsweise das Booklet für vier CD-Sets der Mutter des Blues, Ma Rainey. Nachdem 1997 alle Blues- und Gospelaufnahmen von 1890 bis 1943 erschienen waren, verkaufte Parth Document Records 2000 an Gary und Gilian Atkinson. Die Musikrichtung wurde inzwischen auf Bluegrass, Spirituals, Country-Music und Old-Time-Musik, aber auch Kirchenpredigten, die auf Platte veröffentlicht wurden, ausgeweitet. Das Unternehmen befindet sich in einer ehemaligen Molkerei nahe dem schottischen Bladnoch. 2013 veröffentlichte Document Records eine Reihe von Aufnahmen in chronologischer Reihenfolge, unter anderem mit Blind Willie McTell, in Zusammenarbeit mit Jack Whites Label Third Man Records. 2017 wurde der Onlineshop ins Leben gerufen.

## Sonstiges
Die Veröffentlichung amerikanischer Aufnahmen der Vorkriegszeit durch Document Records ist immer wieder gefragt bei Universitäten und Wissenschaftlern bei Studien im Rahmen von zum Beispiel afro-amerikanischer Musik, aber auch Sozialstudien. Zudem werden bzw. wurden restaurierte Aufnahmen von anderen Unternehmen wie Sony Music oder Warner Bros und in Fernsehserien wie Die Simpsons benutzt.

## Künstler (Auswahl)
| - Albert Ammons - Cleo Patra Brown - Butterbeans and Susie - Gene Campbell - Doctor Clayton - Lillie Delk Christian - Bernice Edwards - „Big Boy“ Teddy Edwards - Sleepy John Estes - Jimmie Gordon - Leothus „Lee“ Green - Fletcher Henderson - Winston Holmes - Alberta Hunter | - Skip James - Cripple Clarence Lofton - Charlie McFadden - Blind Willie McTell - Al Miller - Memphis Minnie - Paul Oliver - Kid Ory - Ma Rainey - Washboard Sam - Ollie Shepard - J. T. Smith - Mamie Smith - Sister Ernestine Washington - Jimmy Yancey |

## Auszeichnungen
2018 wurde Document Records für seine Arbeit mit dem Keeping the Blues Alive Award ausgezeichnet.